# Sport (czeski dziennik)
Sport – czeski dziennik o tematyce sportowej, wydawany przez Czech News Center.
Został założony w 1953 roku.
Dziennik „Sport” ukazuje się w dwóch wydaniach miejscowych (Czechy i Morawy). Jego internetowym odpowiednikiem jest serwis informacyjny iSport.cz. 